# Министерство лёгкой промышленности Татарской АССР
Министерство лёгкой промышленности Татарской АССР — орган государственной власти Татарской АССР.
Подчинялось ЦИК ТАССР (до 1938 года), Совету Министров ТАССР (до 1946 года — СНК ТАССР) и одноимённому министерству (до 1946 года — народному комиссариату) РСФСР.

## История
Образован 6 апреля 1932 года постановлением Совета Народных Комиссаров ТАССР как Народный комиссариат лёгкой промышленности ТАССР. В 1934—1937 годах было упразднено, функции были переданы одноимённому управлению при Наркомате местной промышленности. В 1946 году преобразовано в одноимённое министерство и называлось так с небольшими перерывами до своего упразднения. Упразднено в 1959 году с передачей функций одноимённому управлению Совета народного хозяйства ТАССР.

### Официальные названия
- Народный комиссариат лёгкой промышленности Татарской АССР (1932—1934, 1937—1946)
- Министерство лёгкой промышленности Татарской АССР (1946—1953, 1955—1959)
- Министерство легкой и пищевой промышленности ТАССР (1953)
- Министерство промышленных товаров широкого потребления ТАССР (1953—1955)

## Министры[2][3]
- Папёрный, Юлий Наумович (1932—1934, годы жизни: 1894—1937)
- Ганеев, Али Ганеевич (1934, годы жизни: 1897—1937)
- Шабалина А. П. (1937, ?-?)
- Валетдинов, Кадыр Кутбутдинович[тат.] (1938—1939, 1905-1965)
- Измайлова, Галия Гилязеевна (1939—1941, 1909-1983)
- Глебов, Василий Иосифович (1941—1942, ?-?)
- Гаврилушкин, Александр Никитич (1942—1946, 1897-1975)
- Аипов, Умар Хасанович[тат.] (1946—1953, 1905-2001)
- Жуков, Константин Павлович (1953—1957. ?-?)
- Ганеев, Гиляз Камалетдинович[тат.] (1957—1959, 1906-1967)